# Laguna Ojo de Liebre
La laguna Ojo de Liebre (anteriormente conocida como Laguna de Scammon, del inglés: Scammon's Lagoon por el capitán que la descubrió, que luego fue traducida al inglés como: Hare's Eye Lagoon y finalmente castellanizada), es una laguna costera localizada en el municipio de Mulegé, cerca de la ciudad de Guerrero Negro en la parte noroeste del estado mexicano de Baja California Sur. Se encuentra frente al océano Pacífico, y es parte del Patrimonio de la Humanidad de la UNESCO de la Reserva de la Biosfera El Vizcaíno. También tiene una importante planta comercial de sal. Es un importante hábitat para la reproducción e hibernación de la ballena gris y la foca de puerto, así como de otros mamíferos, incluidos el león marino de California, el elefante marino del norte y la ballena azul. Cuatro especies de tortugas marinas en peligro de extinción se reproducen allí. Se trata de un importante refugio para las aves acuáticas en el invierno.
Pareja a la declaración de la UNESCO como Patrimonio de la Humanidad la existencia de una gran planta de sal en la laguna Ojo de Liebre muestra la coexistencia de los diversos mundos del hábitat natural y de la industrialización.
El turismo, ahora estrechamente controlado, antes era una amenaza para las ballenas grises.

## Descripción

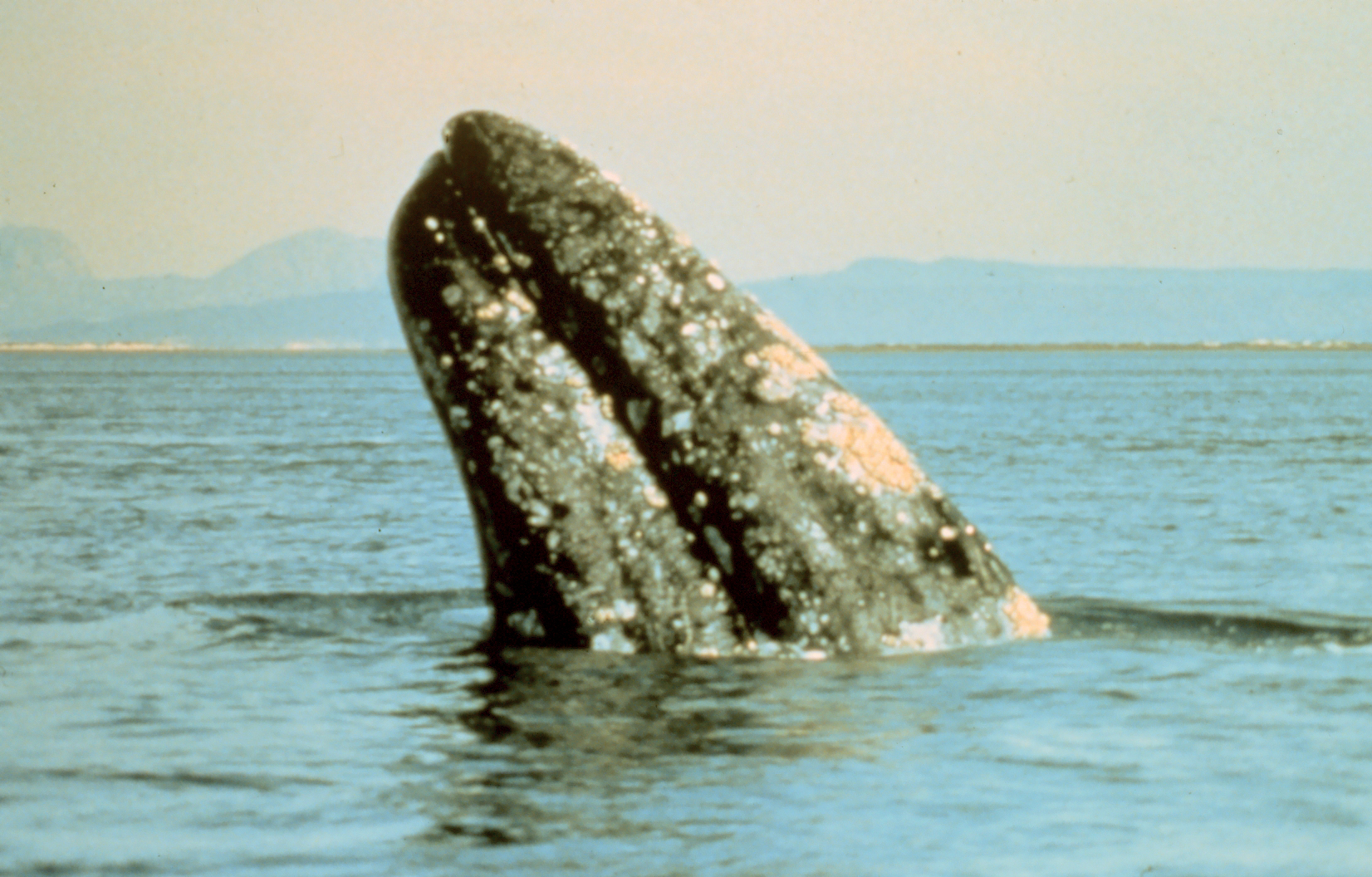
Ballena gris en la laguna

La laguna Ojo de Liebre es un hábitat salino acuoso grande y poco profundo, con 48 km de largo, 9 km de ancho y de 5 a 12 m de profundidad. Hay canales relativamente profundos que cortan a través de la laguna entre sus grandes pisos mareales. El clima es seco y cálido, los rangos de temperatura anual van de los 18 °C a los 22 °C. La precipitación anual puede variar de 0 a 200 mm. La laguna está rodeada de dunas costeras (de 12 a 15 m de altura) que sopotan una comunidad inestable de vegetación, y playas de arena, algunas de ellas con bancos de arena.
La industrialización por parte de la empresa Exportadora de Sal S.A. está dejando su marca en la zona. Hay un estanque rectangular de evaporación para la recolección de sal, algunas salinas grandes, y otras barreras y canales construidos para encerrar e inundar piscinas poco profundas de salmuera (amarillo-verdoso en la imagen de la derecha) en el lado oriental de la laguna.

## Geología
Los estudios geológicos indican que la laguna Ojo de Liebre que comenzó como una playa de bolsillo en la llanura costera de Baja California, en un momento en que el mar estaba unos 12 metros por debajo del nivel actual. Cambios de las mareas provocaron la formación de inlets y los sedimentos depositados por el cercano río construyeron gradualmente una barrera para formar la laguna.

## Historia
En diciembre de 1857, Charles Melville Scammon, en el bergantín Boston, acompañado por la goleta Marin, al mando de Lefft, entró por primera vez en la laguna Ojo de Liebre para cazar a las ballenas grises que se reproducen allí. Atraparon a 20. Scammon regresó a la laguna el siguiente invierno (1858-59), esta vez con el Ocean Bird y las goletas A.M. Simpson y Kate, comandadas por Easton y Hale. Consiguió capturar 47 vacas marinas, que producen 1,700 barriles de aceite. Estaba acompañado por otros seis buques (5 barks y 1 goleta), que obtuvieron 5,300 barriles más (alrededor de 150 ballenas). 11 buques visitaron la laguna en el invierno de 1859-60, pero el aceite obtenido fue considerablemente menor, 970 barriles (ca. 140 ballenas). 8 barcos (todos enviados por comerciantes de Estados Unidos, excepto uno, el bergantín ruso Constantine, al mando de Lindholm) la siguiente temporada consiguieron aún menos: un poco más de 3,300 barriles de alrededor de 90 ballenas. Solo unos pocos barcos visitaron la laguna las siguientes tres temporadas: en la primera temporada obtuvieron 1,900 barriles, la segunda 1.200 barriles y en la tercera solo unos 250 barriles. Cuando el Louisa visitó la laguna en el invierno de 1872-73 solo obtuvieron 70 barriles de aceite. Fue abandonada después de eso.

## Biodiversidad
De acuerdo al Sistema Nacional de Información sobre Biodiversidad de la Comisión Nacional para el Conocimiento y Uso de la Biodiversidad (CONABIO) en la Reserva de la Biosfera Complejo Lagunar Ojo de Liebre habitan más de 230 especies de plantas y animales de las cuales 15 se encuentra dentro de alguna categoría de riesgo de la Norma Oficial Mexicana NOM-059  y 4 son exóticas,